# Microstegium tenue
Microstegium tenue är en gräsart som först beskrevs av Carl Bernhard von Trinius, och fick sitt nu gällande namn av Takahide Hosokawa. Microstegium tenue ingår i släktet Microstegium och familjen gräs. Inga underarter finns listade i Catalogue of Life.